# Tamerville
Tamerville – miejscowość i gmina we Francji, w regionie Normandia, w departamencie Manche.
Według danych na rok 1990 gminę zamieszkiwały 553 osoby, a gęstość zaludnienia wynosiła 30 osób/km² (wśród 1815 gmin Dolnej Normandii Tamerville plasuje się na 404. miejscu pod względem liczby ludności, natomiast pod względem powierzchni na miejscu 147.).